# Carlos Marfori y Callejas
Carlos Marfori y Callejas(San Fernando, 10 de novembre de 1821- Madrid, 2 de juny de 1892), I marquès de Loja, va ser un polític espanyol.

## Biografia
Fill de Francisco-Antonio Marfori y Rodi, noble italià emigrat que va morir quan Carlos Marfori era encara jove, i de María-Josefa Callejas y Pavón. Parent del general Ramón María Narváez, per matrimoni amb la seva cosina María de la Concepción Fernández de Córdoba y Campos. Ja era oficial d'Infanteria de Marina quan fou nomenat subtinent des del 28 de setembre de 1837. Va ser alcalde i governador civil de Madrid en 1857, diputat a Corts per Granada en algunes legislatures entre 1857 i 1884, ministre d'Ultramar entre juny de 1867 i juny de 1868 i ministre interí de Marina, capità d'Infanteria, intendent general de la Reial Casa i Patrimoni, conseller d'Estat, Gran Creu i Collaret del Reial i Distingit Orde Espanyol de Carles III, Gran Creu del Reial Orde d'Isabel la Catòlica, Cavaller de l'Orde de Sant Joan de Jerusalem i gentilhome de cambra amb exercici de Sa Majestat.
Marfori ha estat descrit com «un dels més propers consellers de la reina Isabel». Alguns autors assenyalen que fou el seu amant. En aquest sentit, Marfori fou un dels protagonistes de Los Borbones en pelota, una sèrie de làmines satíriques del segle xix, en les quals es caricaturitzava a diferents membres de la Cort de la reina, on Marfori apareix representat en diverses il·lustracions de caràcter pornogràfic, al costat del rei consort Francesc d'Assís, el religiós Antoni Maria Claret i la monja sor Patrocinio. Fou un dels protagonistes de l'obra dramàtica La Corte de Isabel de Borbón con todos sus consejeros, de Ramón de Torres y Rojas, de 1869, en l'etapa de Govern provisional del Sexenni Democràtic; hi és caracteritzat com «un aprofitat».
Després del triomf de la revolució del 68, va marxar a l'exili, del que retornaria amb la Restauració. En 1891 fou nomenat senador vitalici. Fou enterrat en la Sacramental de San Lorenzo y San José.

## Honors
Marquesat de Loja
Gentilhome de cambra amb exercici
Collaret de l'Orde de Carles III
Gran Creu de l'Orde de Carles III
Gran Creu de l'Orde d'Isabel la Catòlica
Cavaller de l'Orde de Malta
Placa de Comendador de l'Orde de Crist